# Glenea colenda
Glenea colenda es una especie de escarabajo del género Glenea, familia Cerambycidae. Fue descrita científicamente por Thomson en 1879.
Habita en Filipinas. Esta especie mide 11-14 mm.